# Перелік урду-мовних телеканалів
Це перелік урду-мовних телевізійних каналів у Пакистані, Індії та інших частинах світу.

## Пакистан

### Розважальні
- AJK TV
- A-Lite
- A-Plus Entertainment
- ARY Digital
- ARY Zindagi
- ATV
- Express Entertainment
- Geo Kahani
- Geo TV
- Hum Sitaray
- Hum TV
- Indus Vision
- PTV Bolan
- PTV Global
- PTV Home
- TVOne Global
- SEE TV
- Urdu 1

### Здоров'я
- HTV
- Masala TV
- Zaiqa

### Музичні
- 8XM
- 8XM Jalwa
- ARY Musik
- Oxygene

### Кіно
- Film Asia
- Film Ax
- Film World
- Filmazia
- Ravi TV
- Silver Screen
- Star Max

### Новини
- Wesal Urdu.tv
- 92 HD news Pakistan
- AAJ News TV
- Abb Takk News
- Adalat News
- ARY News
- Bol News
- Channel 24 Pakistan
- Dawn News
- Din News
- Dunya News
- Express News
- Geo News
- Geo Tez
- Hum Qadam TV
- Indus News
- Jaag TV
- News One
- Neo TV[1]
- PTV News
- Royal News
- SAMAA TV
- Such TV
- Waqt News

### Бізнес
- Business Plus

### Регіональні телеканали
- City 42 — Лахор
- Dhoom TV — провінція Сіндх
- Metro One — Карачі

### Релігійні канали
- ARY Qtv
- Labbaik TV
- Madani Channel
- Paigham TV
- Peace TV Urdu

### Спортивні
- Geo Super — належить Geo TV Network
- PTV Sports — належить PTV Network

## Індія

### Розважальні
- DD Kashir належить Doordarshan Network
- DD Urdu належить Doordarshan Network
- Zindagi належить Zee Network

### Новини
- Aalami Samay належить Sahara India Pariwar Group Sahara Network
- ETV Urdu належить ETV Network & Network 18
- Munsif TV належить Munsif TV
- Voice TV Kashmir[недоступне посилання з липня 2019]
- T TV Urdu належить T TV
- www.indtoday.com належить Maxim News Agency Hyderabad

### Релігійні
- Husaini Channel — ісламський канал у Лакхнау, запущений у 2006 році
- iPlus TV належить iPlus Telemedia Private Limited
- WIN Channel — World Islamic Network з Індії
- Zee Salaam належить Zee Network
- 4 TV належить Fame Media Private Limited

## Велика Британія

### Розважальні
- Dekho TV[2]
- Prime TV
- Venus TV[3]

### Новини
- AK News

### Релігійні
- Ahlebait TV
- DM Digital World
- DM News
- Hidayat TV
- MTA 1
- Takbeer TV
- Ummah Channel

## Іран, Азербайджан, Туреччина, Кавказ, Ірак
- Hadi TV
- Sahar 2

## Саудівська Аравія
- Quran Hidayah Urdu